# Zgošća
Zgošća är en ort i Bosnien och Hercegovina.   Den ligger i entiteten Federationen Bosnien och Hercegovina, i den centrala delen av landet, 40 km nordväst om huvudstaden Sarajevo. Zgošća ligger 434 meter över havet och antalet invånare är 849.
Terrängen runt Zgošća är huvudsakligen kuperad. Zgošća ligger nere i en dal. Runt Zgošća är det ganska tätbefolkat, med 93 invånare per kvadratkilometer.. Närmaste större samhälle är Zenica, 19,4 km väster om Zgošća. 
Omgivningarna runt Zgošća är en mosaik av jordbruksmark och naturlig växtlighet.